# Łat

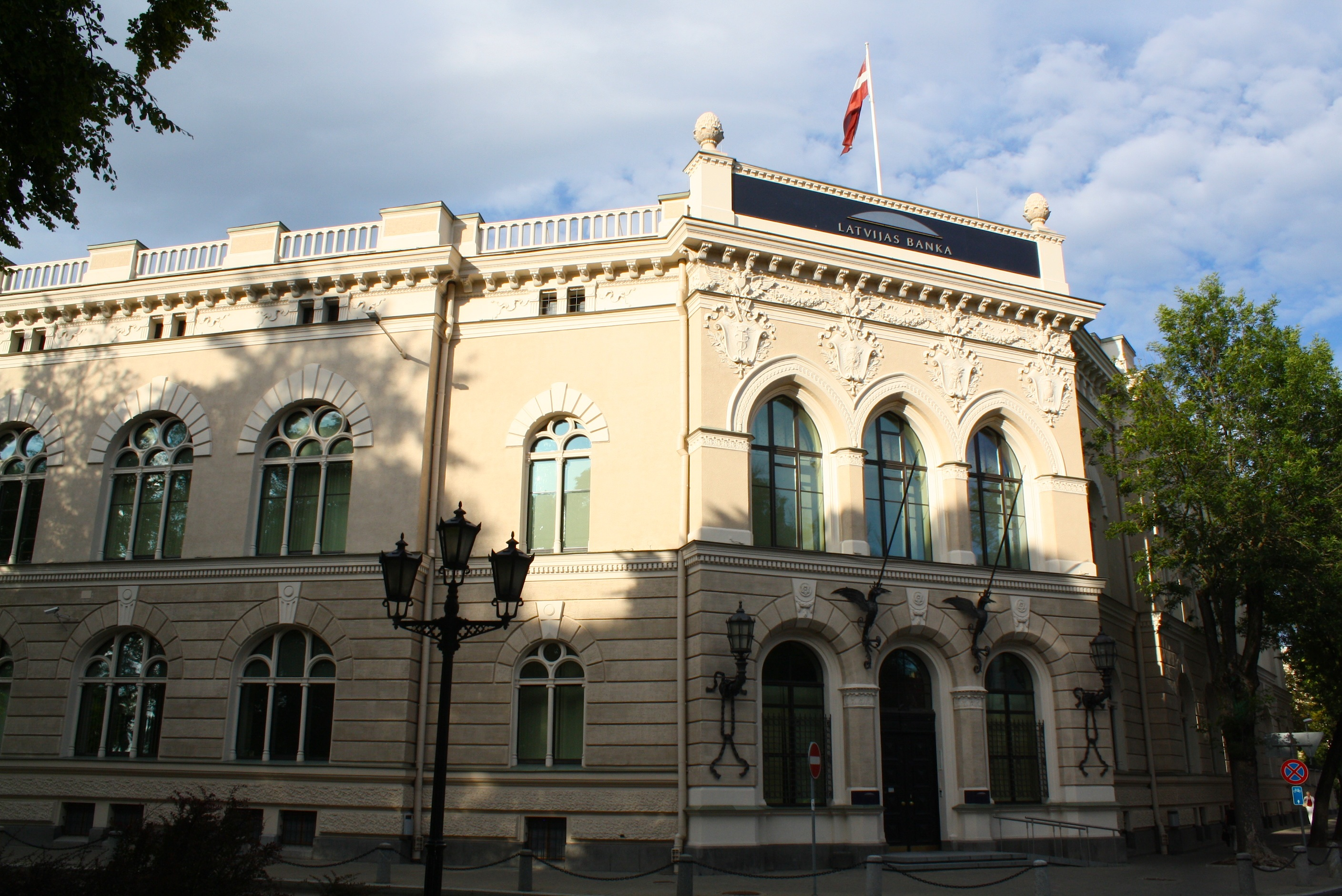
Siedziba Banku Łotwy w Rydze

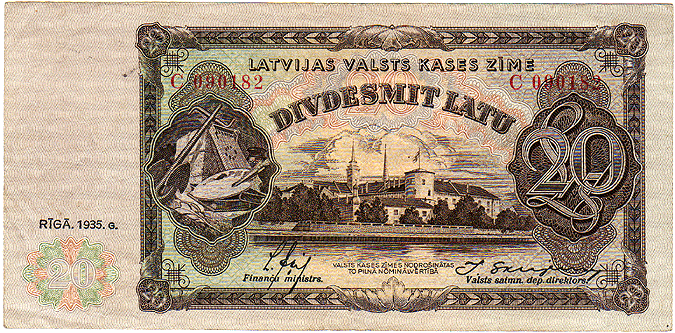
Awers banknotu 20-łatowego Łotewskiego Ministerstwa Finansów z 1935 r.

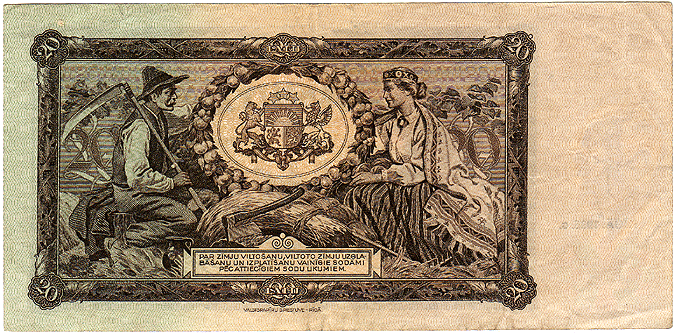
Rewers banknotu 20-łatowego Łotewskiego Ministerstwa Finansów z 1935 r.

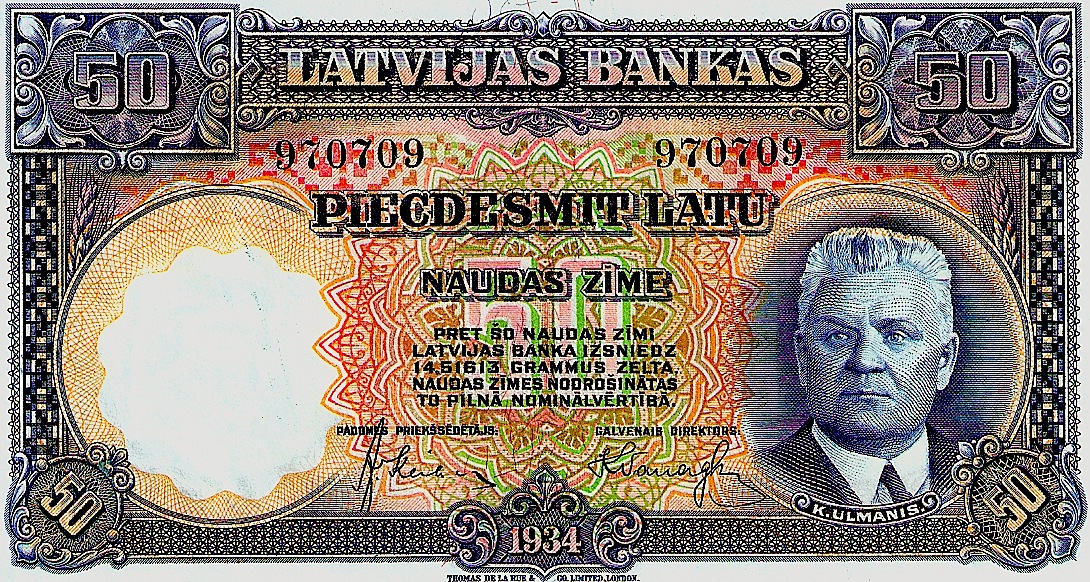
Awers banknotu 50-łatowego Banku Łotwy z 1934 r. z wizerunkiem prezydenta Ulmanisa

Łat (łot. Lats) – dawna jednostka monetarna używana na Łotwie w latach 1922–1941 oraz 1993–2014. Została zastąpiona przez euro 1 stycznia 2014 r, pozostając równolegle w obiegu do 15 stycznia tegoż roku. Dzieliła się na 100 santimów.

## Okres 1918–1941
W okresie bezpośrednio po ogłoszeniu niepodległości przez Łotwę (18 listopada 1918) w kraju panował chaos na rynku walutowym spowodowany pogarszającą się sytuacją wojenną, rosnącą inflacją i wieloma innymi czynnikami. W tym okresie na terytorium Łotwy, które nadal znajdowało się pod okupacją niemiecką, a częściowo również i bolszewicką, oficjalną walutą była tzw. ostmarka, czyli pieniądz wprowadzony przez Niemców dla terenów okupowanych na wschodzie (Ober-Ost), obejmujących kraje bałtyckie i północno-wschodnie kresy późniejszej II RP. Oprócz marki okupacyjnej w obiegu krążyły również marki Rzeszy Niemieckiej, kilka rodzajów rubla (m.in. tzw. „kierenki”) oraz pieniądz zastępczy emitowany przez szereg łotewskich miast, m.in. przez Rygę, Lipawę, Mitawę, Windawę. Ponadto w północnej Łotwie w obiegu znajdowały się marki estońskie, a w Mitawie swój pieniądz emitowała także armia generała Bermondta-Awałowa. Jednym z pierwszych zadań stojących przed rządem łotewskim była likwidacja chaosu walutowego i wprowadzenie własnego, narodowego pieniądza, który Łotwa pilnie potrzebowała. W dniu 11 grudnia 1918 r. łotewski minister finansów ustalił oficjalny kurs wymiany znajdujących się w obiegu walut obcych, uznając je tym samym za oficjalny środek płatniczy kraju. 22 marca 1919 r. rząd tymczasowy Republiki Łotewskiej upoważnił ministra finansów do puszczenia w obieg pierwszej serii banknotów łotewskich. Nowa waluta została nazwana rublem łotewskim równym 100 kopiejkom łotewskim. Pomimo wprowadzenia rubla łotewskiego do obiegu, ciągle posługiwano się jeszcze walutami Niemiec i Rosji. Dopiero 18 marca 1920 rubel łotewski został ustanowiony jedynym środkiem płatniczym kraju i pozostał w obiegu do całkowitego wycofania w 1925 r.
3 sierpnia 1922 r. Rada Ministrów Łotwy zaaprobowała regulacje finansowe kraju, na podstawie których wprowadzono do obiegu walutę narodową łat równy 100 santimom. W tym celu Sejm łotewski powołał do życia w dniu 7 września 1922 r. Bank Łotwy (Latvijas Banka), który otrzymał prawo emitowania banknotów i monet w nowej walucie. Na początku do obiegu wprowadzono prowizoryczny banknot 500-rublowy z nadrukiem nowej wartości w łatach (10 łatów). Ogółem w latach 1923-1940 do obiegu wprowadzono banknoty o nominałach:
- 10 łatów (prowizorium, 1922)
- 20 łatów (1925)
- 25 łatów (1928, 1938)
- 50 łatów (1924, 1934)
- 100 łatów (1923, 1939)
- 500 łatów (1929).

Banknoty z lat 1924-1938 były drukowane w Wielkiej Brytanii przez Bradbury, Wilkinson & Co. w New Malden oraz przez Thomas de la Rue & Co w Londynie. Zostały one również zaprojektowane przez artystów brytyjskich. Banknoty emitowane do 1924 r. i po 1938 r. były drukowane na Łotwie przez Państwową Drukarnię Papierów Wartościowych (Valsts papīru spiestuvē un naudas kaltuve) i projektowane przez artystów łotewskich: Rihardsa Zariņša i Kārlisa Krauze.
Poza banknotami Banku Łotwy w obiegu były również banknoty emitowane w walucie łatowej przez łotewskie Ministerstwo Finansów. Projektowali je artyści łotewscy: Rihards Zariņš, Kārlis Krauze i Harijs Gricēvičs. Emitowano następujące banknoty:
- 5 łatów (1926, 1940)
- 10 łatów (1925, 1933, 1934, 1937, 1938)
- 20 łatów (1935, 1936, 1940).

### Monety
Poza banknotami do obiegu wprowadzono także monety o nominałach 1, 2, 5, 10, 20, 50 santimów oraz 1, 2 i 5 łatów. Projekty monet wykonali artyści łotewscy: Rihards Zariņš (santimy oraz 5 łatów), Jānis Roberts Tilbergs (1 i 2 łaty) i Ludolfs Liberts (1 i 2 santimy z lat 1937-39). Ustalono również parytet łata w złocie, który wynosił 0,2903226 g czystego złota. Do jesieni 1931 r. możliwa była wymiana łata na złoto. Stopniowo wycofywano również z obiegu ruble łotewskie, które wymieniano w stosunku 1 łat=50 rubli łotewskich.
| Nominał                  | Rok wydania                        | Materiał   | Waga   | Nakład           | Wizerunek |
| ------------------------ | ---------------------------------- | ---------- | ------ | ---------------- | --------- |
| 1 santim                 | 1922, 1924, 1926, 1928, 1932, 1935 | brąz       | 1,8 g  | 27 490 000       |           |
| 1 santim (nowy projekt)  | 1937, 1938, 1939                   | brąz       | 1,8 g  | 8 000 000        |           |
| 2 santimy                | 1922, 1926, 1928, 1932             | brąz       | 2,0 g  | ponad 25 000 000 |           |
| 2 santimy (nowy projekt) | 1937, 1939                         | brąz       | 2,0 g  | 5 044 600        |           |
| 5 santimów               | 1922                               | brąz       | 3,0 g  | 15 000 000       |           |
| 10 santimów              | 1922                               | nikiel     | 3,0 g  | 15 000 000       |           |
| 20 santimów              | 1922                               | nikiel     | 4,0 g  | 15 000 000       |           |
| 50 santimów              | 1922                               | nikiel     | 6,5 g  | 9 000 000        |           |
| 1 łat                    | 1924                               | srebro 835 | 5,0 g  | 10 000 000       |           |
| 2 łaty                   | 1925, 1926                         | srebro 835 | 10,0 g | 7 500 000        |           |
| 5 łatów                  | 1929, 1931, 1932                   | srebro 835 | 12,0 g | 3 600 000        |           |

17 czerwca 1940 r. Łotwa została okupowana przez ZSRR, a 5 sierpnia zaanektowana. 10 października 1940 Bank Łotwy został zlikwidowany, a jego aktywa zostały przejęte przez Bank Państwowy ZSRR. 25 listopada 1940 do obiegu na terytorium Łotwy wszedł rubel sowiecki, którego wymieniano na łata w stosunku 1:1. Okres dwuwalutowy trwał do 25 marca 1941, kiedy to łat został z obiegu wycofany i zastąpiony całkowicie rublem ZSRR. Po wejściu Niemców latem 1941 Bank Łotwy został reaktywowany, ale bez prawa emisji pieniądza. Okupanci niemieccy wprowadzili do obiegu nową walutę, reichsmarki, które wymieniano na ruble w stosunku 1:10. Po ponownym wkroczeniu armii sowieckiej na Łotwę w 1944 r. działalność Banku Łotwy została zawieszona ostatecznie.

## Okres po 1991
W 1987 r. utworzono Łotewski Republikański Bank będący filią Banku Państwowego ZSRR. Jednostka ta nie miała jednak prawa emisji waluty. 2 marca 1990 r. Rada Najwyższa Łotewskiej SRR przyjęła rezolucję o utworzeniu Banku Łotwy. Rezolucja powoływała do życia niezależny Bank Łotwy i przyznawała mu prawo emisji waluty narodowej. Rezolucja znalazła praktyczne wykorzystanie dopiero po ogłoszeniu niepodległości przez Łotwę i rozpadzie ZSRR w 1991 r. Prawem ogłoszonym przez Radę Najwyższą Republiki Łotewskiej w dniu 3 września 1991 r. restytuowano Bank Łotwy jako centralną instytucję finansową kraju z prawami do emisji środków płatniczych. Pierwszym zadaniem banku było wprowadzenie do obiegu waluty narodowej. Utworzono Komitet Reformy Walutowej Republiki Łotewskiej, który w dniu 4 maja 1992 r. ogłosił rezolucję wprowadzającą do obiegu walutę przejściową, rubla łotewskiego. W następnym roku (październik 1993) do obiegu weszły banknoty w walucie łatowej, zastępując ruble łotewskie:
- 5 łatów (1992, 1996, 2001, 2006, 2007, 2009),
- 10 łatów (1992, 2000, 2008),
- 20 łatów (1992, 2004, 2007, 2009),
- 50 łatów (1992),
- 100 łatów (1992, 2007),
- 500 łatów (1992, 2008).

Zaprojektowane zostały przez artystów łotewskich Imantsa Žodžiksa i Valdisa Ošiņša. Oprócz banknotów do obiegu wprowadzono następujące monety zaprojektowane przez artystów łotewskich Gunārsa Lūsisa i Jānisa Strupulisa:
| Nominał | Rok wydania                        | Materiał                   | Waga   | Wizerunek |
| --- | ---------------------------------- | -------------------------- | ------ | --------- |
| 1 santim | 1992, 1997, 2003, 2005, 2007, 2008 | miedź                      | 1,6 g  |           |
| 2 santimy | 1992, 2000, 2006, 2007, 2009       | miedź                      | 1,9 g  |           |
| 5 santimów | 1992, 2006, 2007, 2009             | stop miedzi, niklu i cynku | 2,5 g  |           |
| 10 santimów | 1992, 2008                         | stop miedzi, niklu i cynku | 3,25 g |           |
| 20 santimów | 1992, 2007, 2009                   | stop miedzi, niklu i cynku | 4,0 g  |           |
| 50 santimów | 1992, 2007, 2009                   | miedzionikiel              | 3,5 g  |           |
| 1 łat (łosoś): istnieje jeszcze kilkanaście innych monet o tym nominale, różniących się jednak motywami rewersu i rokiem wydania | 1992, 2007, 2008, 2009, 2010       | miedzionikiel              | 4,8 g  |           |
| 2 łaty | 1992                               | miedzionikiel              | 6,0 g  |           |
| 2 łaty (bimetal) | 1999, 2003, 2009                   | miedzionikiel              | 9,5 g  |           |
| 10 łatów z okazji 75. lecia niepodległości Łotwy | 1993                               | srebro 925                 | 25,1 g |           |
| 100 łatów, 2 monety różniące się rewersem (jakkolwiek monety te zostały zakwalifikowane przez Bank Łotwy jako obiegowe, to w rzeczywistości nie są w obiegu spotykane ze względu na swój stosunkowo wysoki nominał oraz kruszec, z którego zostały wykonane) | 1993, 1998                         | złoto 999                  | 16,2 g |           |

Oprócz wyżej wymienionych monet Bank Łotwy wydał szereg tzw. monet kolekcjonerskich w walucie łatowej. Monety te jednak nie są spotykane w obiegu i stanowią jedynie przedmiot kolekcjonerski lub obiekt inwestycji, jako że wykonane są z metali szlachetnych (złoto i srebro). Pierwsze monety łotewskie zostały wybite przez Bayerisches Hauptmuenzamt, mennicę w Monachium, a banknoty zostały wydrukowane przez niemiecką drukarnię Gieseke & Devrient GmbH, również w Monachium.
Od 1 stycznia 2005 kurs łata został sztywno związany z kursem euro i ustalony w wysokości 1 EUR = 0,702804 LVL. 5 marca 2013 roku Łotwa złożyła wniosek o przystąpienie do strefy euro. Komisja Europejska i Europejski Bank Centralny pozytywnie go rozpatrzyły. Euro zastąpiło łata 1 stycznia 2014.